# Hapona moana
Hapona moana är en spindelart som beskrevs av Forster 1970. Hapona moana ingår i släktet Hapona och familjen Desidae. Inga underarter finns listade i Catalogue of Life.